# Мурмелон-ле-Гран
Мурмело́н-ле-Гран ([muʁməlɔ̃ lə ɡʁɑ̃]; Большой Мурмелон) — коммуна в департаменте Марна на северо-востоке Франции.

## Население
Население-5163 человек.

## История
Деревня Марселин известна с 1100 года. В 1857 году на территории коммуны был образован военный лагерь Камп-е-Шалон, который иногда называли лагерем Камп-Мурмелон.
В 1909 года в коммуне начала действовать летная школа Анри Фармана, в которой учились многие российские авиаторы.
В 1916 году на территории города дислоцировался Русский экспедиционный корпус во Франции.
Во время второй мировой войны на территории города дислоцировались военные части.
В настоящее время в коммуне дислоцированы французская 3 пехотная дивизия и 2 танковый полк.

## В культуре
В романсе Виктора Леонидова «Сердце глупое не бойся» есть такие слова:
Сердце глупое не бейся,
Мыслям скор(бн)ым в унисон.
Там во Франции под Реймсом,
Спрятан город Мурмелон